# 法明頓鎮區 (伊利諾伊州富爾頓縣)
法明頓鎮區（英語：Farmington Township）是位於美國伊利諾伊州富爾頓縣的一個行政鎮區。

## 地方資料
根據2010年美國人口普查的數據，法明頓鎮區的面積為92.80平方千米，當中陸地面積為92.50平方千米，而水域面積為0.30平方千米。當地共有人口3197人，而人口密度為每平方千米34.45人。